# Pont d'Asfeld
Pour l’article homonyme, voir Asfeld.

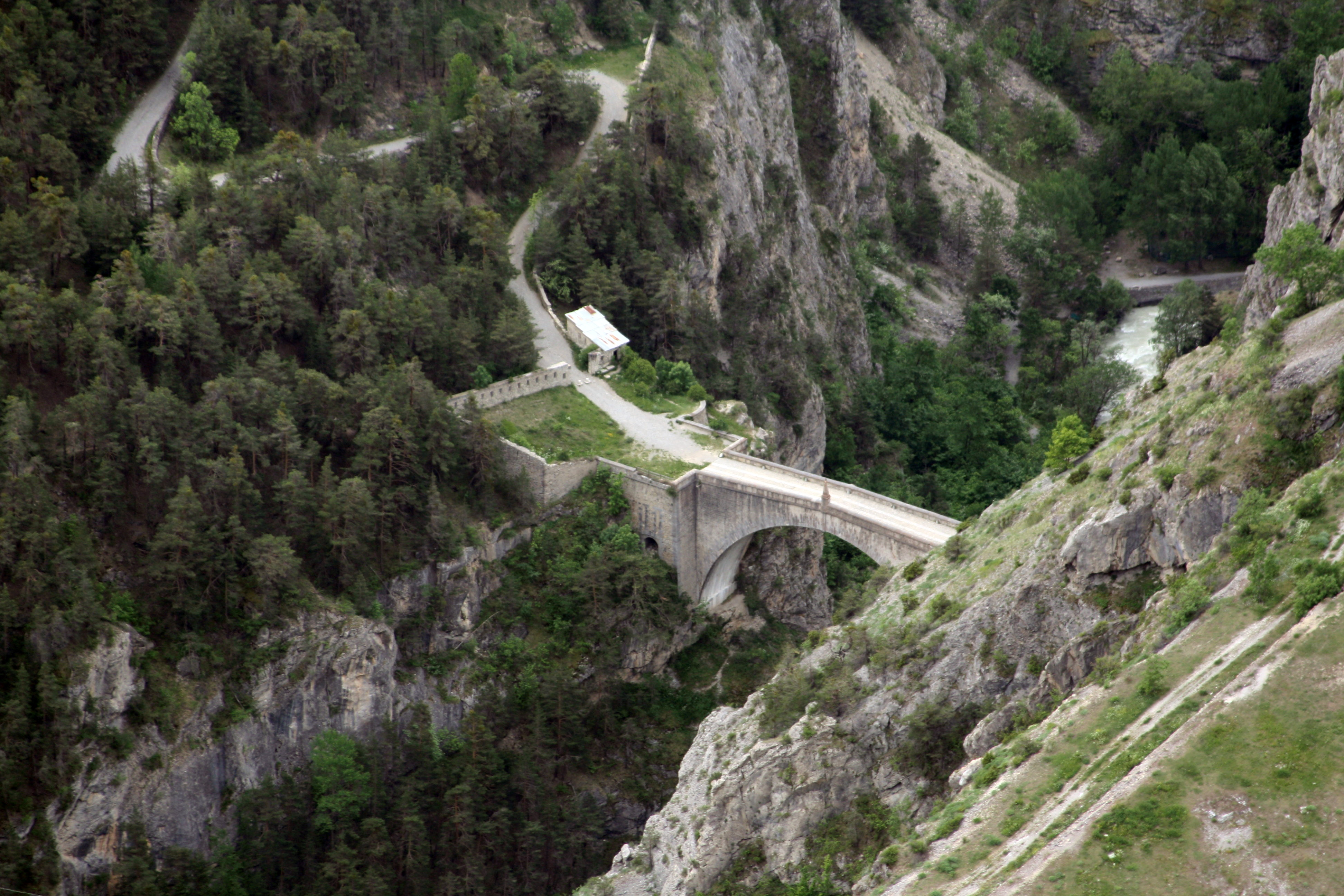
Croix de Toulouse vue sur le Pont d'Asfeld

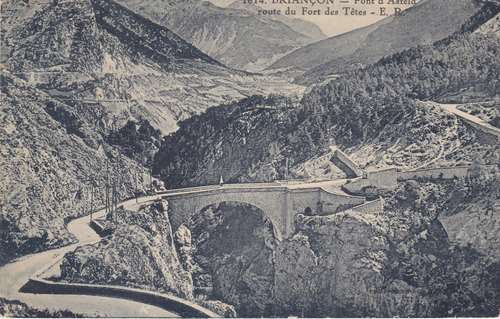
CP - Pont d'Asfeld

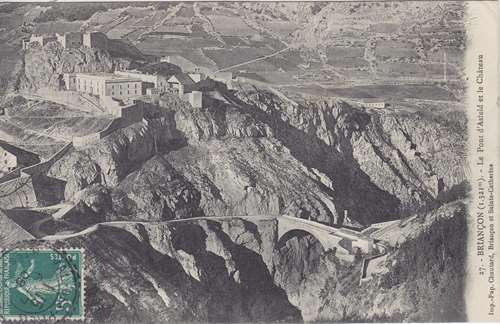
CP - Pont d'Asfeld (2)

Le pont d'Asfeld est un ouvrage de communication permettant de relier Briançon au fort des Têtes dans le département des Hautes-Alpes.

## Situation
Le pont d'Asfeld franchit les gorges de la Durance pour relier les deux rives distantes de 40 mètres.

## Histoire
Vauban a fait deux visites à Briançon. La première, après l'attaque du duc de Savoie qui était entré dans la ligue d'Augsbourg, en 1692, et une seconde, en temps de paix, en 1700. C'est à la suite de cette seconde visite qu'il rédige un Nouveau projet de fortification pour la ville de Briançon du 24 août 1700. Vauban justifie ce nouveau projet dans un préambule : 

« Il en fut fait un [projet] le 21 novembre 1692, mais comme les considérations de cette place sont fort accrues depuis le rasement de Pignerol, j'ai cru qu'il en fallait faire un second par rapport au temps présent dans lequel on parlera peu des fortifications de la haute ville parce qu'elles sont fort avancées et qu'il suffit d'instruire de vive voix la correction de ce que j'ai fait, mais bien du vieux château et de ses dehors auxquels on a peu touché, d'un dessin de ville basse, d'un pont sur la Durance, d'un chemin à charois par aller et venir au Montgenèvre, de l'occupation de la montagne des Têtes qui est au-delà de l'eau par rapport à Briançon et d'une redoute sur la tête du mont de Salette, autre commandement pernicieux de cette place, et enfin d'une coupure de chemin et d'un pont levis au bas de ce mont. »

Pendant la guerre de Succession d'Espagne, les ouvrages extérieurs prévus par Vauban sont construits en fascines garnies de terre. Le pont construit en 1708 n'est qu'un ponceau en bois auquel on accède par un sentier piétonnier.
En 1720, il est décidé d'occuper les hauteurs. Le marquis d'Asfeld, qui a succédé à Vauban et Le Peletier comme directeur général des fortifications, décide de faire construire un pont en maçonnerie.
La hauteur de la gorge ne permet pas de prévoir une pile pour limiter la portée de l'arc. On choisit donc de franchir la Durance par un pont d'une seule arche.
La décision de commencer la construction est prise en 1729. Il a d'abord fallu tailler un chemin « de 112 toises de longueur sur 15 pieds de largeur [223 m x 4,95 m] ayant été aplani, partie en coupant jusqu'à 15 pieds dans le roc » pour accéder au site depuis Briançon.
Dans son rapport, l'ingénieur Heuriance qui a participé aux travaux précise que la nécessité d'appuyer la voûte sur un rocher sain a fait passer l'ouverture du pont de 16 toises à 19 toises et 3 pieds (38,60 m).
Pour monter l'arche de pierre il faut réaliser un cintre en bois sur lequel poser les pierres jusqu'au clavage de la voûte qui permet de faire le transfert des charges dues au poids propre du pont du cintre à l'arc. Pour faire le montage du cintre, un pont provisoire en bois est réalisé pour le passage des ouvriers.
Pendant que les ouvriers réalisaient le cintre, des mineurs excavaient le rocher pour permettre la réalisation des culées placées de part et d'autre de l'arche. Le rocher a été creusé par minage. Pour se prémunir des éclats pendant un tir de mine, les ouvriers ont imaginé un coffre spécial. La première campagne de six mois a permis de réaliser les appuis des arches, l'excavation des culées et les pièces du cintre, qui ont été tracées en place et montées. L'hiver a arrêté les travaux. Le chantier reprit le 20 avril 1730 avec la pose de la première pierre au cours d'une cérémonie. Les pierres étaient apportées ébauchées par la Durance et finies sur place. Les pierres sont alors posées sur le cintre à l'aide de moufles. Plus de 2 000 blocs de pierre ont été nécessaires. La voûte est clavée le 24 août 1730, ce qui correspond à 127 jours de travail pour monter l'arche. Le tablier est terminé en 1731. Le pont est alors décintré. Il a été noté qu'au moment du décintrement, l'affaissement de la voûte n'a été que de deux pouces. L'ouvrage est inauguré en 1734 au milieu de réjouissances. « Pont de la Communication », « pont du Diable » pour les habitants[réf. nécessaire], on lui donna rapidement le nom de celui qui avait commandé sa construction. Un ouvrage de défense avait été prévu côté des Têtes.
Depuis, la hardiesse de l'ouvrage ne manque jamais d'étonner : « On ne peut refuser à ce pont une espèce d'admiration par sa grandeur, son élévation et par sa construction sur des cintres de bois dans un emplacement des plus difficiles, sans qu'il soit arrivé aucun accident » a dit de lui l'ingénieur Heuriance dans son mémoire du 25 juin 1742.
Le 5 décembre 1988, le pont est classé au titre des monuments historiques et le 7 juillet 2008, cet ouvrage a été classé au patrimoine mondial de l’UNESCO.

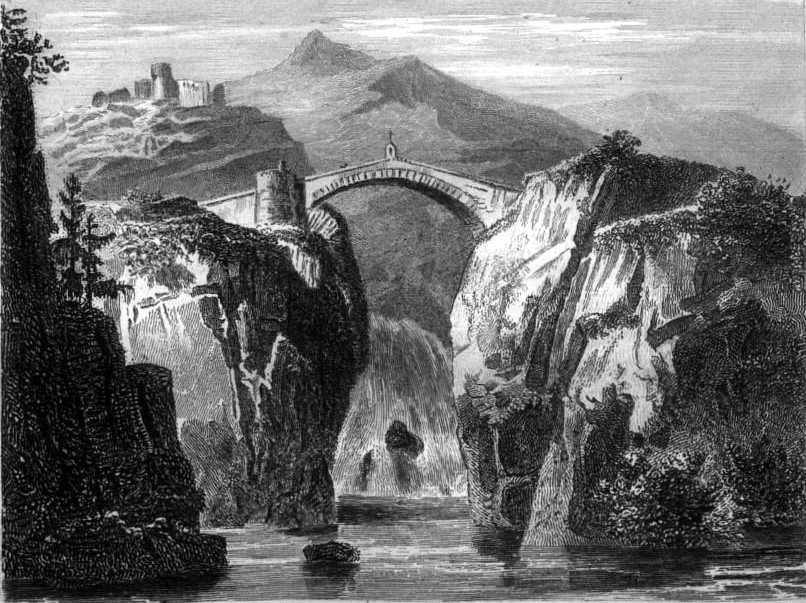
Gravure du pont d'Asfeld en 1838.
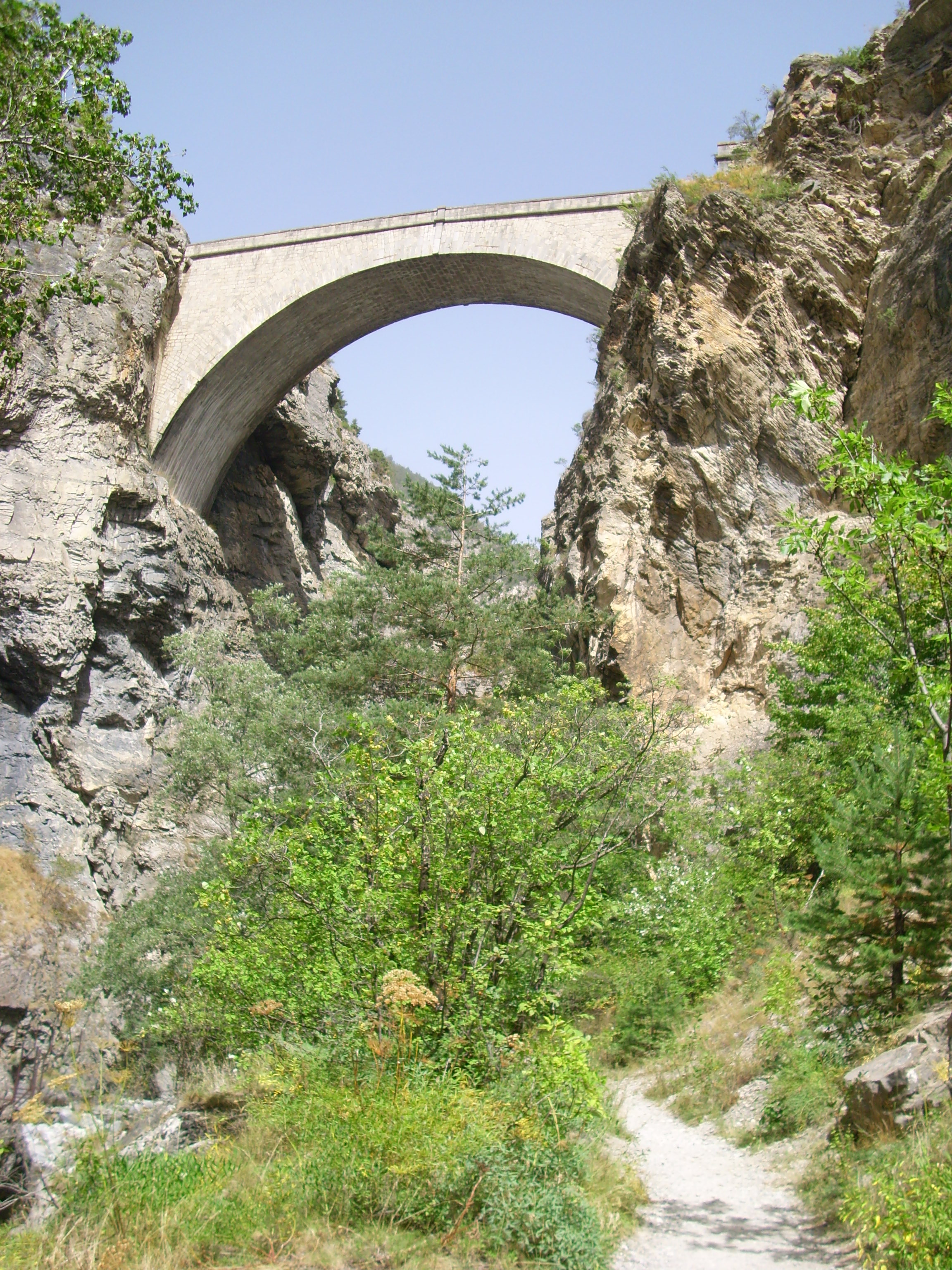
Vue du pont.
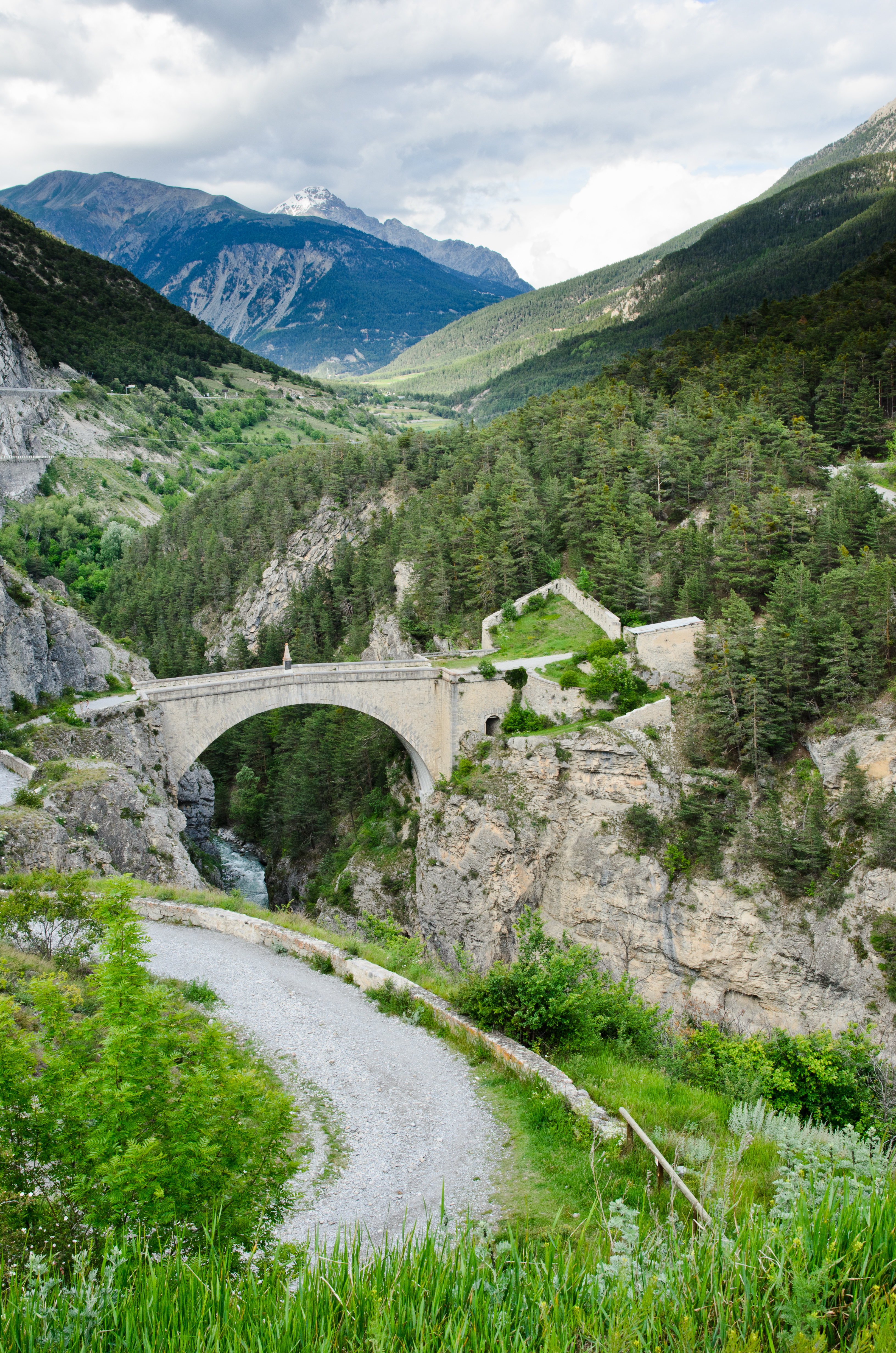
Le pont dans son environnement.

## Tourisme et loisirs
Construit soixante mètres au-dessus de la Durance, le pont d'Asfeld offre un cadre et un panorama permettant la pratique du saut à l'élastique.